# Johann Jakob Morff
Johann Jakob Morff (* 1736; † 28. Dezember 1802 in Stuttgart) war württembergischer Bauhof- und Theatermaler von Herzog Carl Eugen von Württemberg.

## Familie
Die Familie Morff stammte vermutlich aus der Schweiz. Für das Jahr 1736 ist ein Prediger namens Salomo Morff (auch Salomon Morf, 1702–1756) im Landhaus in Stuttgart erwähnt. Der Kunstmaler Johan Jakob Morff war ein naher Verwandter von ihm. Morffs Vater war ein Landwirt aus Enzweihingen. Morff heiratete Magdalene Wilhelmine (geborene Merck, 1730–1791), sie hatten einen Sohn, Gottlob Wilhelm Morff, dessen Lehrer er war. Er war 1772 unter anderem im Schloss Solitude tätig. Von ihm gab es ein Selbstporträt, das sich gemeinsam mit dem von August Friedrich Oelenhainz gefertigten  „außerordentlich lebendige“ Gemälde aus dem Jahr 1786 im Besitz des Malers W. Pilgram befunden hatte. Beide Bilder waren bei der Stuttgarter Porträtausstellung 1881 zu sehen. Das Porträt Nr. 326 gilt seit 1938 als verschollen.

## Wirken
Morff war in Stuttgart durch seine dekorativen Malereien (Architekturmalerei) sowie seine figürlichen Darstellungen bekannt geworden. Er schuf „Bildnisse neben seinen dekorativen Arbeiten,  allegorischen Darstellungen mit bäuerlichen Gestalten in unverstandener antiker Gewandung“. Zu seinen Werken zählte das Deckengemälde im Heilbronner Rathaussaal von 1779 und Allegorien „auf die Lehrabteilungen“ der Hohen Karlsschule im Stuttgarter Schloßmuseum.
Zeichnungen

Eine Grundriss- und zwei Fassadenzeichnungen der Evangelischen Kirche auf der Solitude mit Datierungsvorschlag 1773 werden ihm zugeschrieben.
Porträt Freiherr Alexander von Buwinghausen-Wallmerode

Sein mehrfach wiederholtes Porträt des Freiherrn Alexander von Buwinghausen-Wallmerode aus den Jahren 1787 und 1792 (1938 im Stuttgarter Heeresmuseum), zeigt den „Alten Reiteroffizier in puppig unbeholfener Haltung“. Das Gemälde von 1792 befindet sich heute im Schloss Solitude.
Deckengemälde „Justitia“

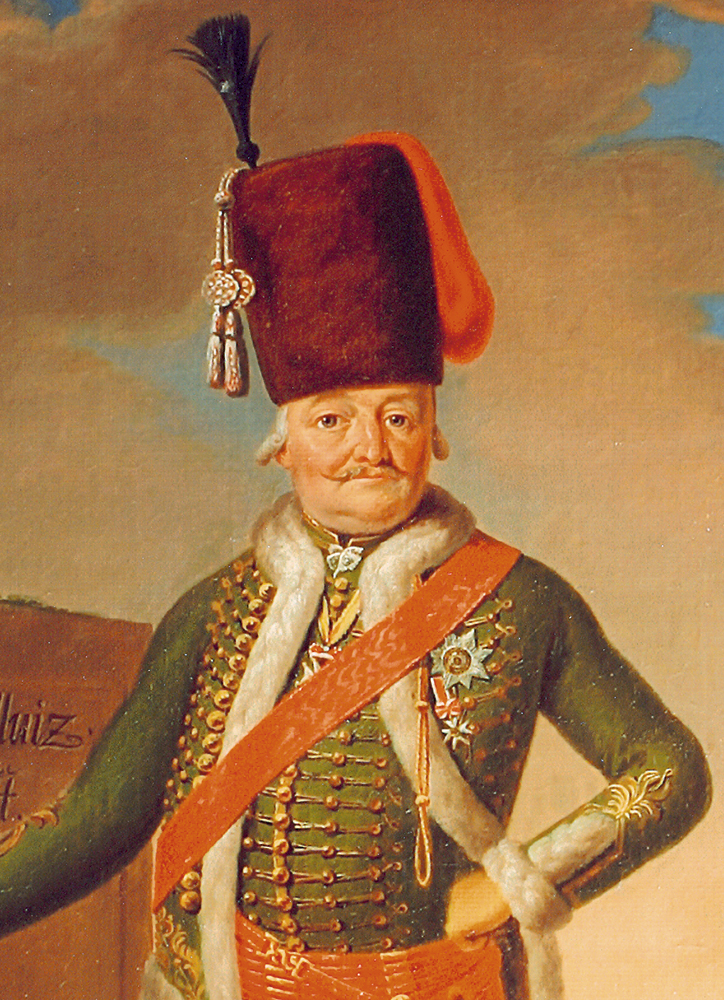
Freiherr Alexander von Buwinghausen-Wallmerode (Porträt, 1792, Schloss Solitude)

Der damalige Senator und Oberbaumeister Eberhard Ludwig Becht beauftragte den Stuttgarter Hofmaler Johann Jakob Morff (1736–1802) für ein Entgelt von 150 Gulden, ein Deckengemälde für den Heilbronner Gemeinderatssaal zu schaffen, das 1779 fertiggestellt wurde. Das Bild stellte die Göttin Justitia dar, die die Waage der Gerechtigkeit in ihren Händen trug und von Figuren umgeben wurde, die das Gute und das Böse symbolisierten. So trägt eine Frauengestalt auf der linken Seite einen Kranz auf dem Kopf und hält Früchte in ihren Händen. Damit symbolisiert diese Figur das Gute und den Wohlstand der ehemaligen Reichsstadt. Die Frauengestalten auf der rechten Seite fallen in einen tiefen Abgrund, weil diese eben auch das Böse symbolisieren. Helmut Schmolz beschreibt das realisierte Gemälde als „Tafelbild ähnliche[s] Kunstwerk“.

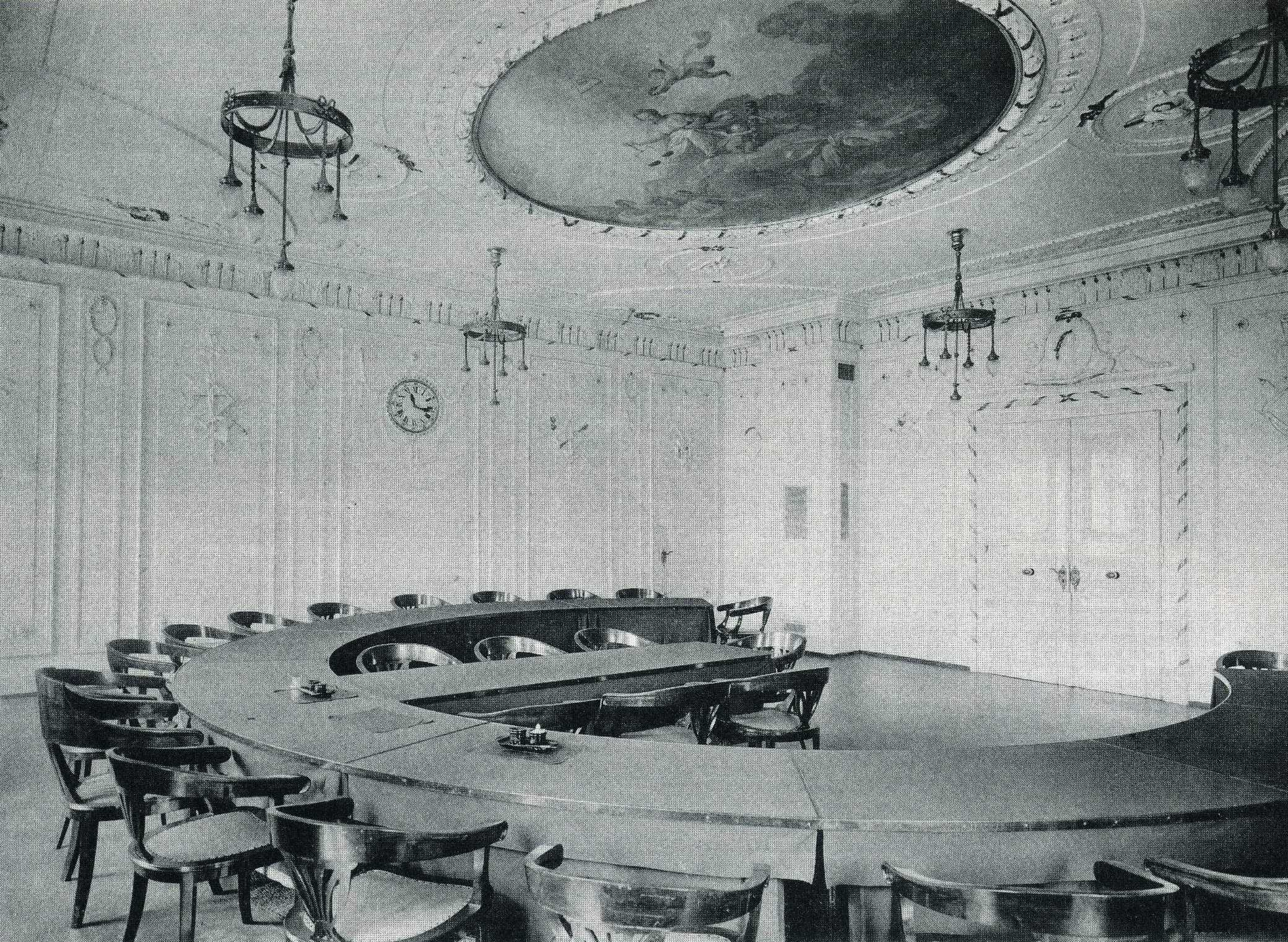
Gemeinderatssaal mit Deckengemälde „Justitia“
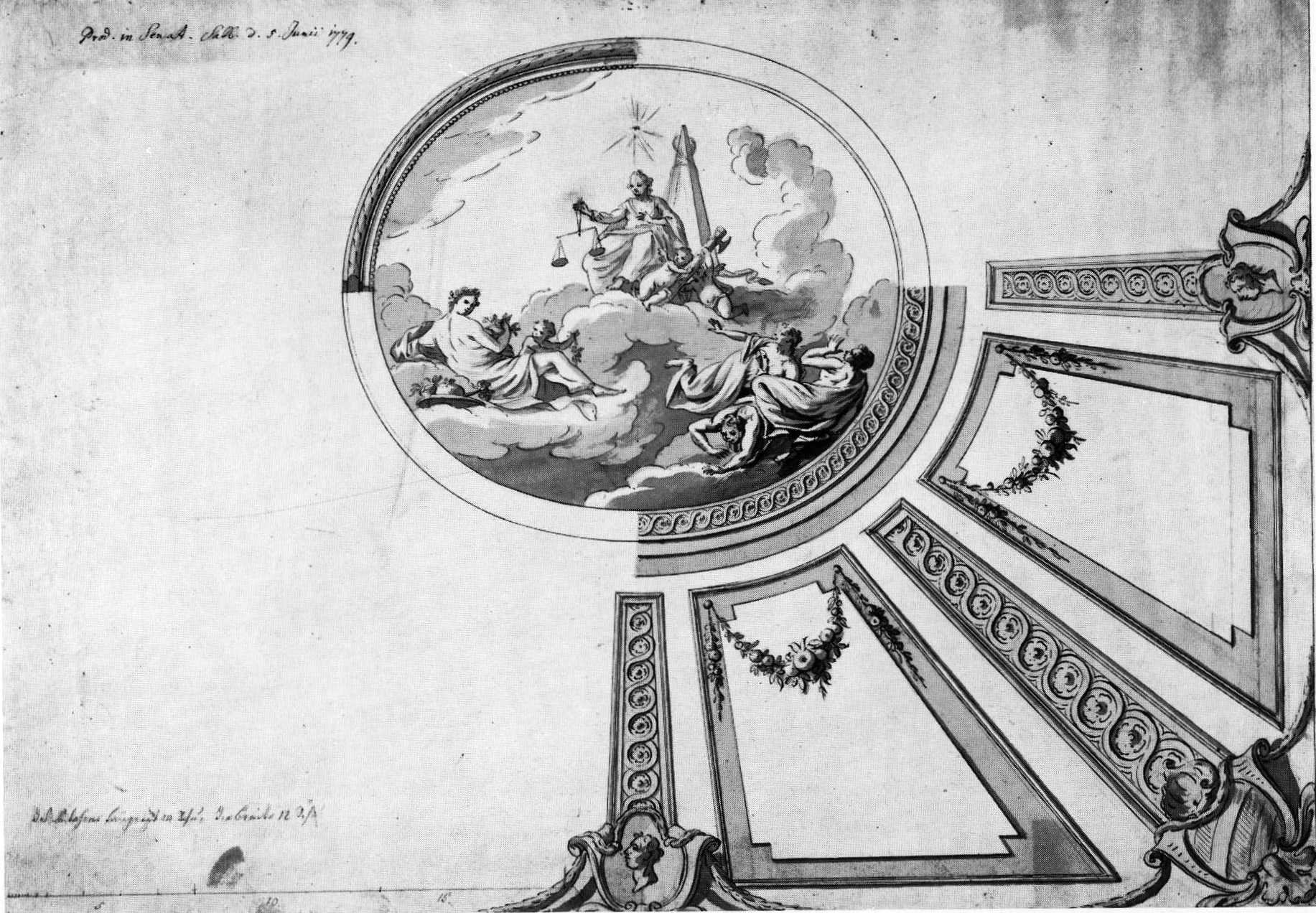
Entwurf Deckengemälde „Justitia“

Entwurf f. Deckengemälde „Merkur“

Ein abgelehnter Entwurf von Morff für den Heilbronner Gemeinderatssaal war wesentlich umfangreicher und machte Heilbronn als Wirtschaftsstandort zum Gegenstand des Gemäldes – „unter anderem sehen wir hier einen Merkur, den Gott des Handels, ein Hinweis auf die Blüte Heilbronns als Handelssstadt“. An den Ecken befindliche Ovalmedaillons stellten Allegorien der Wissenschaft, der Musik sowie der Landwirtschaft dar. Das letzte Bild zeigte im Hintergrund den Wartberg mit dem Wartbergturm.